# Hald Kirke
Hald Kirke ligger højt på sin bakke og består af en romansk kerne med sengotiske tilbygninger

## Kirkens ydre
Skib og kor er romanske og opført af granitkvadre. Både syd- og nordportalen er bevaret, nordportalen dog i tilmuret tilstand.
De sengotiske tilbygninger er tårn, våbenhus og sakristi.
- Kirken i landskabet
- Set fra nord

- Sydportalen, nu i våbenhuset
- Tilmuret nordportal

## Kirkens indre
I sengotisk tid er korbuen udvidet og der er indbygget krydshvælv i både kor og skib, korbue og kor er rigt udsmykket med sengotiske kalkmalerier.
- Kirkens indre

## Kirkens inventar
Kirkens smukkeste inventarstykker er den trefløjede altertavle fra omkring 1500, som oprindeligt har været i Skt. Mortens Kirke i Randers. I midterfeltet er treenigheden omgivet af Jomfru Maria og Skt. Morten.
I Koret er også anbragt en krucifiksgruppe. Ligeledes i koret står en stor jernbeslået kiste. Døbefonten er den for Randersegnen typiske med løve-relieffer. Prædikestolen er renæssance men med evangelistbilleder fra 1700-tallet.
- Alteret med altertavle
- Krucifiksgruppe
- Jernbeslået kiste
- Døbefont
- Dåbsfad fra 1575 med bebudelsesmotiv
- Prædikestol
- Orgel
- Kirkeskib

## Kalkmalerier
I korhvælvingen er der over alteret malet en dommedagsscene, i de andre hvælvkapper er der billeder af apostle og af tre helgener.
- Detalje af dommedagsbilledet
- Apostle
- Apostle
- Helgener:Petrus Martyr, Hellig Olav, Sankt Barbara

I korbuen er malet fire helgenbilleder
- Sankt Laurentius
- Sankt Dionysius
- Jomfru Maria
- Evangelisten Johannes

## Eksterne kilder og henvisninger
- Wikimedia Commons har flere filer relateret til Hald Kirke
- Hald Kirke hos denstoredanske.dk
- Hald Kirke hos KortTilKirken.dk